# 羅氏細鰨
羅氏細鰨為輻鰭魚綱鰈形目鰨亞目鰨科的一種，為熱帶淡水魚，分布於大洋洲新幾內亞淡水水域，棲息深度0-1公尺，體長可達7.1公分，棲息在底中層水域，生活習性不明。

## 扩展阅读
維基物種上的相關：羅氏細鰨